# Пандо Лазаров
Пандо Лазаров е български революционер и общественик, деец на Македонската патриотична организация.

## Биография
Пандо Лазаров е роден в леринското село Желево, тогава в Османската империя, днес в Гърция. Емигрира през 1909 година в Торонто, Канада, но преди обявяването на Балканската война заминава за България, където се включва като доброволец от Македоно-одринското опълчение в отряда на Пандо Сидов и Трайко Желевски. През 1914 година отново се завръща в Торонто заедно със съпругата си Петра, с която членуват в македоно-българската църковна община и в МПО „Правда“.